# Navjot Kaur
Navjot Kaur (en hindi : नवजोत कौर) née le 7 mars 1995, est une joueuse de hockey sur gazon indienne. Elle fait partie de l'équipe indienne de hockey féminin aux Jeux olympiques d'été de 2016,.

## Vie première
Elle est née à Kurukshetra, Haryana. Son père est mécanicien et sa mère est femme au foyer. "Ils sont pleinement conscients de ce que signifient les Jeux olympiques et attendent avec impatience le jour où je prendrai le terrain à Rio", a déclaré Navjot Kaur.

## Carrière
Elle a été formée pour le hockey à l'académie de Baldev Singh à Shahbad. Dans l'un de ses premiers tournois au niveau U-19, elle a été la meilleure buteuse. Elle a participé à plus de 100 matchs internationaux, représentant l'Inde. En 2012, Kaur est entrée dans le monde international du hockey, jouant contre la Nouvelle-Zélande après avoir prouvé son talent dans diverses ligues juniors telles que la Coupe d'Asie junior, le tournoi international U-21 aux Pays-Bas, etc.
Lorsque Kaur a terminé son 100e match, Md. Mushtaque Ahmad, le secrétaire général de Hockey India, a déclaré : «Navjot est une jeune joueuse talentueuse. Elle a prouvé sa place dans l'équipe avec plusieurs performances importantes et je la félicite d'avoir complété sa 100e sélection internationale aujourd'hui. Elle a été une source d'inspiration pour les jeunes joueuses en herbe qui aspirent à devenir professionnelles au hockey.»
Kaur faisait partie de l'équipe qui a bien performé lors des demi-finales de la Ligue mondiale de hockey en 2015, ce qui a permis à l'Inde d'entrer aux Jeux olympiques. Elle a également participé aux 17e Jeux asiatiques, aux Jeux olympiques de Rio 2016 et au 4e Trophée des champions asiatiques féminins. Elle a également joué un rôle dans la campagne de l'Inde lors de la deuxième ronde de la Ligue mondiale de hockey féminin au Canada.
Lors de la Coupe du monde d'Asie, Navjot Kaur a marqué avec succès cinq buts, sans compter les tirs au but. Elle a marqué deux buts contre Singapour, mais aucun contre le Kazakhstan. Elle a joué vigoureusement et a marqué contre le Japon. Elle a également marqué un but crucial contre la Chine à nouveau en finale, ce qui a changé la donne car c'était le seul but qui a été tiré dans le match et a conduit l'équipe à gagner 1-0. Elle a déclaré: "Tous les joueurs étaient très excités car c'était une grande finale contre la Chine. J'ai marqué le premier but, ce qui était important car cela nous a aidés à prendre les devants, mais le but était un effort d'équipe."
Elle avait l'habitude de jouer en tant que milieu de terrain, mais plus tard, elle est passée à la ligne avant. Selon Navjot, "Mon rôle n'a pas beaucoup changé parce que j'étais un milieu de terrain offensif. Mais maintenant, j'ai plus d'opportunités de marquer."
Non seulement elle a été la meilleure marqueuse parmi les attaquants, mais elle a également été sélectionnée comme joueuse du match lors de la finale.

## Vie personnelle
Ses passe-temps incluent la musique et la peinture,.
Ses inspirations incluent Jasjeet Kaur et Rani Rampal. Son joueur préféré est Jamie Dwyer, un joueur de hockey australien, qu'elle a rencontré lors des Jeux olympiques. Elle considère son père comme la plus grande influence de sa vie. Selon elle, "Il me soutient toujours et est là pour moi."
Kaur estime que la corruption, le casteisme et le manque d'éducation pour tous sont les principaux défis auxquels l'Inde est confrontée aujourd'hui.